# Elena Lilik
Pour les articles homonymes, voir Apel.
Elena Lilik, de son nom de jeune fille Elena Apel, est une céiste et kayakiste allemande de slalom née le 14 septembre 1998 à Weimar. Elle est championne du monde en canoë individuel en 2021 à Bratislava et en kayak par équipe en 2022 à Augsbourg. Elle remporte la médaille d'argent en C1 aux Jeux olympiques d'été de 2024, organisés à Paris. Elle est le compétiteur le plus titré de la Run Slalom.